# 山内食糧
山内食糧株式会社（やまうちしょくりょうかぶしきがいしゃ）は、かつて大分県全体で50％ほどのシェアを持っていた県内最大手の製パンであった。
1982年（昭和57年）5月1日に糧友グループ（現・リョーユーパン）へ中判田工場とその製パン事業の営業権を譲渡した。
譲渡後に「山内食糧」から「山内興産」に社名を変更して事業転換した。

## 概要

### 米の配給所としての創業から精麦工場の開設へ
食糧営団を退職した山内啓祐が母の故郷であった大分県大野郡千歳村に戻り、1947年（昭和22年）12月に米配給所を継承して営業したのが始まりである。
営業開始から1年半ほどを経た頃に、当時の大分県産の麦が広島県や山梨県、静岡県で精麦されて、大分県での配給されていたことから、麦の産地であった大野郡に精麦工場を開設して、輸送コストを省くことで収益を上げることを考え、大分県大野郡三重町の三重町駅前の亜炭鉱跡地に精麦工場を開設して精麦事業に進出した。
この事業に極めて高い収益を上げ、約2年で投資した全額を改修することが出来たが、1951年（昭和26年）末で食糧統制が間接統制に変更されることに伴って、沿岸部の工場が競争面で有利になることが明らかだったため、大分市への移転を目指すこととした。
そこで、千歳村の配給所と三重町の精麦工場を処分した。

### 製パン工場の開設から自動化・機械化による量産へ
そうした事業環境の変化に直面していたころに山内啓祐の娘がパンを買えなかったことを切っ掛けにパンの需要の強さを知り、1951年（昭和26年）4月に大分市塩九升町の自転車店を買収して製パン工場を開設し、製パン事業に進出した。
当時のパン販売の主流は米の配給所と重なっており、競合に販路を抑えられていたことから、味での差別化を目指し、当初雇った職人が一番上手いと一目を置いていたパン職人を探し当てて職長として採用。
それ以降、製造したパンの味が改善したことから評価が高まり、生産と販売が増加して製パン事業が軌道に乗った。
しかし、売上の増大と共に昼夜二交代制での生産を始めた頃から、職長がいない時間帯で生産したパンの味が落ちるなど、俗人的な生産体制故の品質のばらつきが生じ、客から指摘されるようになった。
そこで業界紙などで対応策を探していたところ、当時の事業規模がほぼ同じながら、生産工程のマニュアル化を進めて俗人的な品質のバラツキを抑えている製パン工場があることを知り、製粉会社の紹介を受けて、その工場に職長を派遣して学ばせてもらえることになった。
ところが、職長はわずか2日間で戻ってきてしまい、失敗に終わったため、代わりに若手社員を1か月間派遣してその生産方式を学ばせ、その知識を基に製パン工場の自動化・科学化を実現することとなった。

### 精麦事業の競争激化から撤退へ
この間に、港から陸揚げする輸入麦を利用し、県内最大の消費地である大分市に工場を置くことで輸送費を抑えて価格競争力を持たせる戦略の為、精麦工場を大分市に移転し、精麦事業を続けていた。
しかし、他県の本拠を置く競合が山内の工場以上に統制経済下で収益を蓄積しており、そうして形成された資本力を活かして積極的な規模拡大を進めており、自由化に伴う品質向上に関する投資も重なって、投資資金が不足するようになった。
そこで、商工組合中央金庫に設備資金の融資を頼んだが断られたことから、3人の知人に出資してもらって共同経営に移行した。
それでも利益が出ない状況が続いていたため、1959年（昭和34年）に農林省が指定精麦工場の過当競争防止のために、設備廃棄に補助金を出す施策を打ち出したことに乗って、廃業することを共同経営者たちに提案した。
ところが、共同経営者の一人が事業継続を強く主張したころから、山内は保有株を他の3人の経営陣に無償譲渡して精麦事業から撤退することとした。

### 県内最大手の製パンメーカーへ
当社は早くから大分県内でパンの売上を伸ばしていたが、その営業・配達を担うスタッフによる交通事故が多発し、大分警察署内で「パンは山内、事故も山内」と陰口をたたかれるような状況が生じた。
そこで、販売請負制と名付けたを導入することで、歩合制で販売意欲を高めると同時に、社有車を簿価で払い下げて営業社員の個人所有とすることで大切に運転させ、自己を減らすことと両立させた。
こうした施策などが功を奏し、大分市と隣接する別府市では60％から70％、大分県全体でも50％ほどのシェアを持つ県内最大手の製パン会社へと成長した。
また、大都市部での焼き立てパンを販売するベーカリーの流行にも目を付け、1969年（昭和44年）4月に大分市の大分銀行本店前に「パルファン」1号店を開店し、その後は地元百貨店のトキハやスーパーマーケットなどにベーカリーチェーンの展開を進めていった。
そして、同じ1969年（昭和44年）4月に大分市中判田に生地作りや成形・焼き上げのみならず、スライスや包装まで自動化した九州初の全自動食パンラインを導入した工場を新設した。
1976年（昭和51年）に開設した砥部工場への投資が負担となって経営不振に陥っていた愛媛県の製パン業者「マルタヤ」の支援を伊予銀行の仲介で受けることになり、1977年（昭和52年）1月に株式の55％を取得して傘下に入れた。

### 事業の多角化
パンの消費が落ち込む夏場の売り上げ確保を狙い、1959年（昭和34年）7月に山内乳業を設立してアイスクリームの製造・販売を開始した。
当初は夏場の4か月間のみの臨時雇用のみで運営していたが、高度成長期に入って採用が困難になってきたことから、通年雇用の正社員による運営に切り替え、アイスクリームの製造・販売が落ち込む時期の操業を維持するため、10月から12月までクリスマスケーキを製造を行うようになった。
そして、結果的にクリスマスケーキを1億円売り上げる事業へと成長した。
それでもまだ年末から春先までの時期は従業員が携わる事業がなかったため、関東地方のアイスクリーム工場が冷凍倉庫を冬場にアイススケート場として営業していることを知り、九州初のスケート場の開設を目指したが、開設資金の融資を銀行に断られたため、一旦断念した。
そして、熊本にスケート場が開設されたのを見計らって、その翌年に冷凍機を中央部に設置して半分をアイスクリーム工場とし、残り半分を夏はプールで冬はスケート場として運営する通年営業可能な施設を開設した。
その後、アイスクリーム生産の自動化が進み、明治乳業や雪印乳業が福岡に工場を建設して大手がアイスクリーム市場を席巻するようになった後も、山内乳業はプール・スケート場・クリスマスケーキなどを合わせた経営体制の強みでアイスクリームの製造・販売を継続した。
さらに、学校給食への米飯導入の動きを受けて、1976年（昭和51年）2月に「ヤマウチ調理食品」を設立して各種弁当・総菜の製造・販売に参入した。

### 製パン事業の売却
当社が経営再建を支援していた「マルタヤ」の保有株55％全てを敷島製パンへ譲渡して撤退し、1980年（昭和55年）3月24日に「敷島製パン松山工場」と商号変更して敷島製パンの完全子会社となった。
国内最大手の製パンメーカー・山崎製パンが九州進出に向けた根回しが進んで、進出が秒読みの段階に差し掛かったことから、1982年（昭和57年）の製パン組合の九州ブロックの会議後に糧友グループ（現・リョーユーパン）から先手を打って九州でのシェア拡大を目指した製パン事業の譲渡を申し込まれた。
当社の社長であった山内啓祐も大分県内でどんなに努力しても全国最大手には敵わないという思いもあったことから、負債も含めて全てを引き受ける形で買収したいという申し出を受け入れ、黒字であった製パン事業を同社に譲渡することとした。
この譲渡の為、同年3月に糧友グループと共同出資で「ヤマウチパン」を新設し、同年5月1日に中判田工場とその製パン事業の営業権を譲渡した。
そして、同年9月に「ヤマウチパン」は「糧友大分」に社名変更して糧友グループに吸収合併されることになった。
譲渡額は同年3月末時点で譲渡額を決定し、譲渡までの2か月間の利益を上乗せする形で決定したため約2800万円が上乗せされた。

### 新事業への進出
製パン事業の譲渡後に「山内食糧」から「山内興産」に社名を変更して事業転換を図ることになった。
当時の大分市に大規模な展示会場がなかったことから、売却で得た資金を活用して大分市中春日に「大分イベントホール」を開設した。
また、大分イベントホールの敷地内で湧出していた温泉を活用し、1990年（平成2年）6月に「豊の国健康ランド」を開業した。
営業所などの不動産は売却対象から外れて残っていたことから、パンを納入していたことで業界知識が多少あったことも生かして、「フレッシュスーパーABCストア」の名称でスーパーマーケット事業に参入した。
しかし、「豊の国健康ランド」と「大分イベントホール」は新型コロナウイルスの感染拡大の影響を受けて業績が低迷したため、2021年（令和3年）7月31日に閉館され、取り壊されることになった。

## 沿革
- 1947年（昭和22年）12月 - 山内啓祐が大分県大野郡千歳村の米配給所を継承して営業を開始[7]。
- 1949年（昭和24年） - 大分県大野郡三重町の三重町駅前の亜炭鉱跡地に精麦工場を開設して精麦事業に進出[8]。
- 1951年（昭和26年）4月 - 大分市塩九升町の自転車店を買収して製パン工場を開設し、製パン事業に進出[9]。
- 1954年（昭和29年）8月 - 大分糧穀株式会社を設立[21][22]。
- 1956年（昭和31年）2月 - 「山内食糧」を設立[2]。
- 1959年（昭和34年）7月 - 山内乳業を設立して[14]アイスクリームの製造・販売を開始[12]。
- 1969年（昭和44年）4月 - 大分市の大分銀行本店前にベーカリー「パルファン」1号店を開店[4]。
- 1976年（昭和51年）2月 - 「ヤマウチ調理食品」を設立して各種弁当・総菜の製造・販売に参入[6]。
- 1977年（昭和52年）1月 - 愛媛県の製パン業者「マルタヤ」の株式の55％を取得[3]。
- 1980年（昭和55年）
  - 3月24日 - 「マルタヤ」の保有株55％全てを敷島製パンへ譲渡して撤退し[3]、「マルタヤ」が「敷島製パン松山工場」と商号変更[16]。
- 1982年（昭和57年）
  - 3月 - 糧友グループ（現・リョーユーパン）と共同出資でヤマウチパンを設立[17]。
  - 5月1日 - 糧友グループ（現・リョーユーパン）に中判田工場とその製パン事業の営業権を譲渡[5]。
  - 9月 - 山内食糧と共同出資で設立したヤマウチパンを「糧友大分」に社名変更し、糧友グループに吸収合併[18]。
- 1990年（平成2年）6月 - 「豊の国健康ランド」を開業[20]。
- 2021年（令和3年）7月31日 - 「豊の国健康ランド」と「大分イベントホール」を閉館[20]。

## 過去に存在した事業所
- 山内精麦工場（大分県大野郡三重町市場[23]）

- 大分糧穀株式会社（大分県大分市南金池町1900[21][22]、資本金600万円[21][22]）

1954年（昭和29年）8月設立。
- 大野重要食糧加工株式会社・大分製パン工場（大分県大分市塩九升町1830[24]）

- 山内製パン工場（大分県大分市塩九升町1280[25]）

- 中判田工場（大分県大分市大字中判田字宣ノ浦1351[26]）

- 大分スポーツセンター（大分県大分市春日町828[27]）

スケートは9月28日から翌年5月5日まで、温水プールは6月1日から8月31日まで利用可能であった。
スケートの大分県選手権の会場となった。
- 大分イベントホール

2021年（令和3年）7月31日閉館。
- 豊の国健康ランド（大分県大分市南春日町12-5[30]）

1990年（平成2年）6月開業。
2021年（令和3年）7月31日閉館。

### フレッシュスーパーABCストア
- 敷戸店
- 乙津店
- 森町店
- 下郡店
- 寒田店
- 三佐店

## グループ会社
- ヤマウチ調理食品株式会社（大分県大分市）

1976年（昭和51年）2月設立。
各種弁当・総菜の製造・販売。
- 株式会社豊の国健康ランド（大分県大分市南春日町[20]）

温泉施設の運営。

### 過去に存在したグループ会社
- 山内乳業（大分県大分市金池南2-10-8[14][31]）

1959年（昭和34年）7月設立。
アイスクリームの製造・販売。